# پروپن
پروپن که همچنین با نام پروپیلن یا متیل‌اتیلن نیز شناخته می‌شود از برش‌های سبک نفتی است که به راحتی به‌دست می‌آید. این ترکیب را می‌توان از کراکینگ پروپان با برش‌های سنگینتر (توسط بخار) تهیه کرد.
اتیلن و پروپیلن در شمار اصلی‌ترین محصولات پایه پتروشیمی قرار می‌گیرند که ارزش افزوده‌ای بیش از مواد اولیه پتروشیمی نظیر گاز و نفتا دارند. اما در این میان پروپیلن، به دلیل وضعیت عرضه و تقاضای متفاوت، نیازمند نگاه ویژه‌ای است. در سال‌های اخیر توجه زیاد تولیدکنندگان به اتیلن، منجر به گسترش تولید اتیلن در مقابل پروپیلن گردیده‌است؛ به خصوص آنکه در مهم‌ترین روش‌های معمول تولید پروپیلن نیز مقدار زیادی اتیلن تولید می‌شود. در مطلب حاضر، ضمن بررسی رشد بیشتر تقاضای پروپیلن نسبت به تولید آن و ایجاد نگرانی‌های شدید برای تولیدکنندگان اتیلن همچون کشور ما، به معرفی تکنولوژی‌های نوینی برای تولید پروپیلن پرداخت شده‌است که مشکلات روش‌های معمول را ندارند:
پروپیلن یکی از محصولات کلیدی پتروشیمیایی است که به عنوان خوراک برای تولید پلیمرهای مختلف و محصولات میانی به کار می‌رود. مهم‌ترین مشتقات پروپیلن عبارتند از: پلی‌پروپیلن، آکریلونیتریل، پروپیلن اکسید، فنول، اکسوالکل، اسید آکریلیک، ایزوپروپیل‌الکل، الیگومرها و دیگر مواد واسط مختلف که در نهایت به صورت مواد مورد نیاز صنایع الکترونیک، خودروسازی، ساختمان‌سازی، بسته‌بندی و نظیر آن مورد استفاده قرار می‌گیرند.
روش‌های متعارف تولید پروپیلن، عبارتند از ۱- کراکینگ بخار (تولید پروپیلن به صورت محصول جانبی تولید اتیلن) و ۲- بازیافت جریان‌های FCC پالایشگاه. معمولاً پروپیلن تولیدی این روش‌ها کم بوده و از بازده کافی برخوردار نمی‌باشد، از این رو بایستی وضعیت تقاضا برای پروپیلن در جهان را مطالعه کرده و پس از آن بررسی شود که آیا با این روش‌های متعارف می‌توان به تقاضای جهانی پاسخ گفت یا راهی جز توسعة تکنولوژی‌ها و یافتن روش‌های جایگزین تولید پروپیلن، به خصوص تولید پروپیلن بدون تولید اتیلن وجود ندارد.

## عرضه و تقاضای پروپیلن در جهان
تقاضای جهانی برای پروپیلن از ۱۶٫۴ میلیون تن در سال ۱۹۸۰ به حدود ۳۰ میلیون تن در سال ۱۹۹۰ رسیده که با رشدی معادل ۶٫۲ درصد روبرو بوده‌است. این میزان تقاضا در سال ۲۰۰۰ به حدود ۵۲ میلیون تن رسیده و پیش‌بینی می‌شود بین سال‌های ۲۰۰۱ تا ۲۰۱۰ با رشدی حدود ۵٫۱ درصد به میزان حدود ۸۲ میلیون تن در سال برسد.
افزایش رشد تقاضای پروپیلن در سطح جهان به دلیل افزایش تقاضا برای مشتقات آن، به ویژه پلی‌پروپیلن می‌باشد؛ به نحوی که در همان بازه سال‌های ۲۰۰۱ تا ۲۰۱۰ میزان تقاضا برای پلی‌پروپیلن با ۷٫۳ درصد رشد مواجه خواهد بود. از این‌رو اغلب کارشناسان بر این نکته که تقاضا و نیاز بازار به پروپیلن نسبت به تولید آن رشد سریع‌تری دارد، متفق‌القول می‌باشند.
با وجود چنین رشدی، امروزه بیش از ۲۵٪ طرح‌های جدید کراکینگ در پتروشیمی جهان که در سال‌های ۲۰۰۳ تا ۲۰۰۶ مورد بهره‌برداری قرار می‌گیرند، محصولات بر پایه اتان تولید کرده و مقدار کمی پروپیلن تولید خواهند نمود. در نتیجه، افزایش تقاضا برای مشتقات کلیدی پروپیلن نظیر پلی‌پروپیلن‌ها و محدودیت تولید، پتانسیل افزایش بیشتر قیمت پروپیلن را به دنبال خواهد داشت.

## تکنولوژی‌های تولید پروپیلن

### الف- تکنولوژی‌های معمول (بازدهی پایین)
تکنولوژی‌هایی که عموماً در حال حاضر جهت تولید پروپیلن به کار می‌رود، کراکینگ بخار و بازیافت جریان‌های پالایشگاهی می‌باشد:

#### ۱- کراکینگ بخار
پروپیلن یکی از محصولات جانبی تولید اتیلن از طریق کراکینگ بخار می‌باشد. در تولید پروپیلن از این روش دو نکته مطرح است که یکی انتخاب خوراک و دیگری شدت و دشواری عملکرد فرایند می‌باشد. به دلیل محدودیت تولید اتیلن به واسطه اشباع بازار، تولیدکنندگان باید خوراک و فرایندی را انتخاب کنند که حداقل اتیلن ممکن را تولید نماید.

#### ۲- بازیافت جریان‌های پالایشگاهی
پروپیلن به صورت یک جریان رقیق در پروپان حاصل از فرایندهای پالایشی، نظیر کراکینگ کاتالیزوری سیال بستر (FCC) و کاهش گرانروی از طریق کراکینگ گرمایی قابل استحصال می‌باشد. نسبت پروپان به پروپیلن در این فرایندها بسته به فرایند، خوراک، وضعیت عملکرد و کاتالیست متفاوت می‌باشد. به‌طور متوسط و معمول تولید پروپیلن از طریق این روش نیز مانند روش قبل نسبتاً کم می‌باشد.
توسعه اقتصادی در مناطق در حال توسعه و نیاز به بنزین بیشتر به عنوان سوخت وسایل نقلیه منجر به گسترش پالایشگاه‌ها و ایجاد پالایشگاه‌های بزرگتر می‌گردد که افزایش پروپیلن تولیدی از واحدهایی نظیر FCC را به همراه خواهد داشت. اما فقدان تجهیزات بازیافت‌کننده این پروپیلن تولیدی، یکی از مشکلاتی است که در حال حاضر گریبانگیر برخی پالایشگاه‌های این مناطق بوده و در آینده نیز احتمال بروز آن وجود دارد.

### ب- تکنولوژی‌های نوین (بازدهی مناسب)
با توجه به بازده پایین و مشکلاتی نظیر تولید مازاد محصولاتی چون اتیلن، توسعه تکنولوژی‌های جدید تولید پروپیلن بسیار ضروری است. برخی از این تکنولوژی‌ها که توسط شرکت‌های مختلف صاحب لیسانس ابداع شده و در برخی موارد مورد بهره‌برداری قرار گرفته‌اند عبارتند از:

#### ۱- هیدروژن‌زدایی از پروپان
هیدروژن‌زدایی از پروپان تکنولوژی است که به سهولت از طریق صاحبان لیسانس متعدد قابل دسترسی بوده و امروزه به‌طور متعارف به کار برده می‌شود. استفاده از این تکنولوژی در مناطقی مانند خاورمیانه و آسیای شرقی که عرضه کوتاه‌مدت پروپیلن مد نظر است، می‌تواند مناسب باشد.
اقتصادی بودن این روش بستگی شدیدی به خوراک و هزینه استحصال آن دارد. کارشناسان nexant بر این عقیده‌اند که از نظر اقتصادی، چنانچه تهیه لیسانس‌های مناسب این تکنولوژی به وسیله تولیدکنندگانی که از خوراک فراوان با قیمت پایین بهره می‌برند صورت پذیرد، این تکنولوژی به یک تکنولوژی قابل رشد و مناسب تبدیل خواهد شد. شرکت‌های لینده، Oleflex و فیلیپس از جمله دارندگان لیسانس این فرایند می‌باشند.

#### ۲- روش تحول اولفین‌ها (Olefin Metathesis)
در این روش، اتیلن به پروپیلن تبدیل می‌شود. یکی از ویژگی‌های این روش استفاده از خوراک اتیلن می‌باشد؛ چرا که تولیدکنندگان اتیلن می‌توانند با استفاده از این تکنولوژی، مازاد اتیلن خود را به پروپیلن تبدیل نمایند. روش تبدیل اولفین‌ها می‌تواند از طریق اضافه شدن به کراکرهای بخار، به منظور تولید پروپیلن از طریق واکنش تبدیل شکست اتیلن به همراه مقداری مخلوط بوتیلن به‌عنوان محصول جانبی به کار رود. این روش در واحد لیوندل در تگزاس به کار رفته و همچنین به وسیلهٔ شرکت میتسویی جهت افزایش ظرفیت تولید پروپیلن واحد خود در ژاپن به کار برده شده‌است. این روش به‌وسیله شرکت‌های توتال‌فیناالف و BASF در حال توسعه می‌باشد.

#### ۳- تکنولوژی‌های تبدیل متانول به اولفین و پروپیلن (MTP و MTO)
تکنولوژی‌های MTP و MTO، تکنولوژی‌هایی هستند که متانول را به اولفین و پروپیلن تبدیل می‌نمایند. این فرایندهای کاتالیستی در کشورهای چین و نیجریه مورد توجه قرار گرفته و برنامه‌ریزی‌هایی جهت استفاده از این تکنولوژی‌ها در این کشورها صورت پذیرفته‌است. اقتصادی بودن این دو فرایند با توجه به هزینه نسبتاً بالای راه‌اندازی واحدهای آنها، بستگی به وجود منابع گاز در دسترس دارد. در چنین حالتی علاوه بر تولید پروپیلن مورد نیاز، ارزش افزوده لازم برای گاز طبیعی نیز به دست خواهد آمد. شرکت‌های UOP، هیدرو، اکسان موبیل و لورگی، صاحب لیسانس این تکنولوژی‌ها می‌باشند.

#### ۴- سایر روش‌ها
روش‌هایی نظیر پیرولیز کاتالیستی، تبدیل داخلی اولفین‌ها (Olefin Interconversion) و DCC نیز از دیگر روش‌های جدید تولید پروپیلن هستند که در مرحله توسعه و تکمیل می‌باشند.

## ضعف خاورمیانه در تولید پروپیلن
در حال حاضر صنعت تولید پروپیلن در خاورمیانه به‌دلیل به‌کارگیری تکنولوژی‌های با بازدهی پایین، کوچک می‌باشد؛ اما با توجه به دسترسی به منابع گاز طبیعی ارزان و ویژگی‌های جغرافیایی مناسب، دارای پتانسیل بالایی جهت گسترش تولید این ماده پتروشیمیایی می‌باشد. عمده پروپیلن خاورمیانه از طریق فرایند کراکینگ بخار تولید می‌گردد که تولید اتیلن مازاد را به همراه دارد. استفاده از گاز طبیعی به عنوان خوراک پتروشیمی، منجر به استفاده واحدهای کراکینگ از خوراک اتان شده که این امر این مناطق را به بزرگترین مناطق تولید اتیلن و مشتقات آن تبدیل کرده‌است. در مقابل، این مناطق در زمینه تولید پروپیلن و مشتقات آن از قدرت کمتری برخوردار هستند.
این کمبود تولید تا حد زیادی به استفاده از خوراک اتان بستگی دارد. زیرا پروپیلن تولیدی از شکست نفتا حدود ۰٫۵ تا ۰٫۶ تن به ازای هر تن اتیلن می‌باشد، در حالیکه پروپیلن حاصله از فرایند شکست اتان کمتر از ۰٫۰۵ تن به ازای هر تن اتیلن است.
در سال ۲۰۰۰ حدود ۸۶ درصد پروپیلن حاصله در خاورمیانه به وسیله فرایند کراکینگ تولید شده و ۱۲ درصد دیگر از طریق واحدهای FCC و ۲ درصد باقی‌مانده نیز از طریق واردات تأمین گردیده‌است. بیشترین برنامه‌های تدوین شده برای ایجاد ظرفیت‌های جدید پروپیلن در شکل کراکینگ بخار در عربستان سعودی و ایران دنبال شده‌است.
در زمینه استفاده از تکنولوژی‌های نوین، «هیدروژن‌زدایی از پروپان» اولین گزینه‌ای است که مورد توجه قرار گرفته‌است. عربستان سعودی با احداث دو واحد «هیدوژن‌زدایی» اولین کشور در خاورمیانه‌است که به استفاده از این تکنولوژی‌ها در تولید پروپیلن روی آورده‌است.

## نتیجه‌گیری
توجه تولیدکنندگان مواد پتروشیمیایی در خاورمیانه به نیاز بازار و آگاهی نسبت به نیازهای رو به رشدی نظیر پروپیلن، لازمه پیوستن به بزرگترین صادرکنندگان در عرصه جهانی در حوزه صنعت پتروشیمی می‌باشد؛ امری که عمده کشورهای خاورمیانه نظیر ایران از آن غافل می‌باشند.
عدم روی‌آوردن به تولید پروپیلن و واردکردن آن از سوی کشورهایی چون قطر و امارات عربی متحده تا سال ۲۰۰۳ و تولید نسبی آن در ایران در حد تأمین بخشی از نیازهای داخلی از پیامدهای این غفلت می‌باشد. چنانچه روند برنامه‌ریزی و سرمایه‌گذاری در زمینه تولید پروپیلن و مشتقات آن با همین سرعت نه چندان مناسب فعلی ادامه یابد، علاوه بر از دست رفتن بازار کشورهای هم‌جوار واردکننده پروپیلن، بازارهای جهانی مناسبی چون چین با سه میلیون و سیصد هزار تن واردات را نیز از دست خواهیم داد. این امر به معنی ناکارآمدی در کسب و تسلط بر بازار جهانی یکی از عمده‌ترین محصولات پایه صنعت پتروشیمی است که مسئولین ما رویکرد اصلی آن را گسترش تولیدات در این زمینه خوانده‌اند.
در کنار این مسایل باید توجه داشت که در توسعه تولید پروپیلن و مشتقات آن، رعایت کلیه جوانب و انجام مطالعات لازم و بررسی میزان عرضه و تقاضا در سال‌های گذشته، حال و آینده بسیار ضروری است. زیرا هرگونه شتابزدگی و عمل بر پایه آمار موسساتی نظیر CMAIو SRI در آینده، تولیدکنندگان را با مسایلی نظیر بحران بازار اتیلن و مشتقات آن و کاهش نسبی قیمتها مواجه خواهد ساخت. اصولاً چنانچه داده‌ها و گزارش‌ها موسسات مطالعاتی از این دست مورد بررسی قرارگیرند، مشخص می‌شود که ترغیب تولیدکنندگان در حال توسعه به تولید بیشینه مواد خام، پایه و میانی و در نتیجه کاهش قیمت و سوق یافتن بازار به سمت تأمین منافع مصرف‌کنندگانی نظیر آمریکای شمالی و اروپا از اهداف اساسی این موسسات می‌باشد.